# Sophie Charlier
Sophie Annie Alberte Marie Charlier (Verviers, 17 febbraio 1982) è un'ex cestista belga.

## Carriera
Con il Belgio ha disputato i Campionati europei del 2003.